# Luca de Samuele Cagnazzi

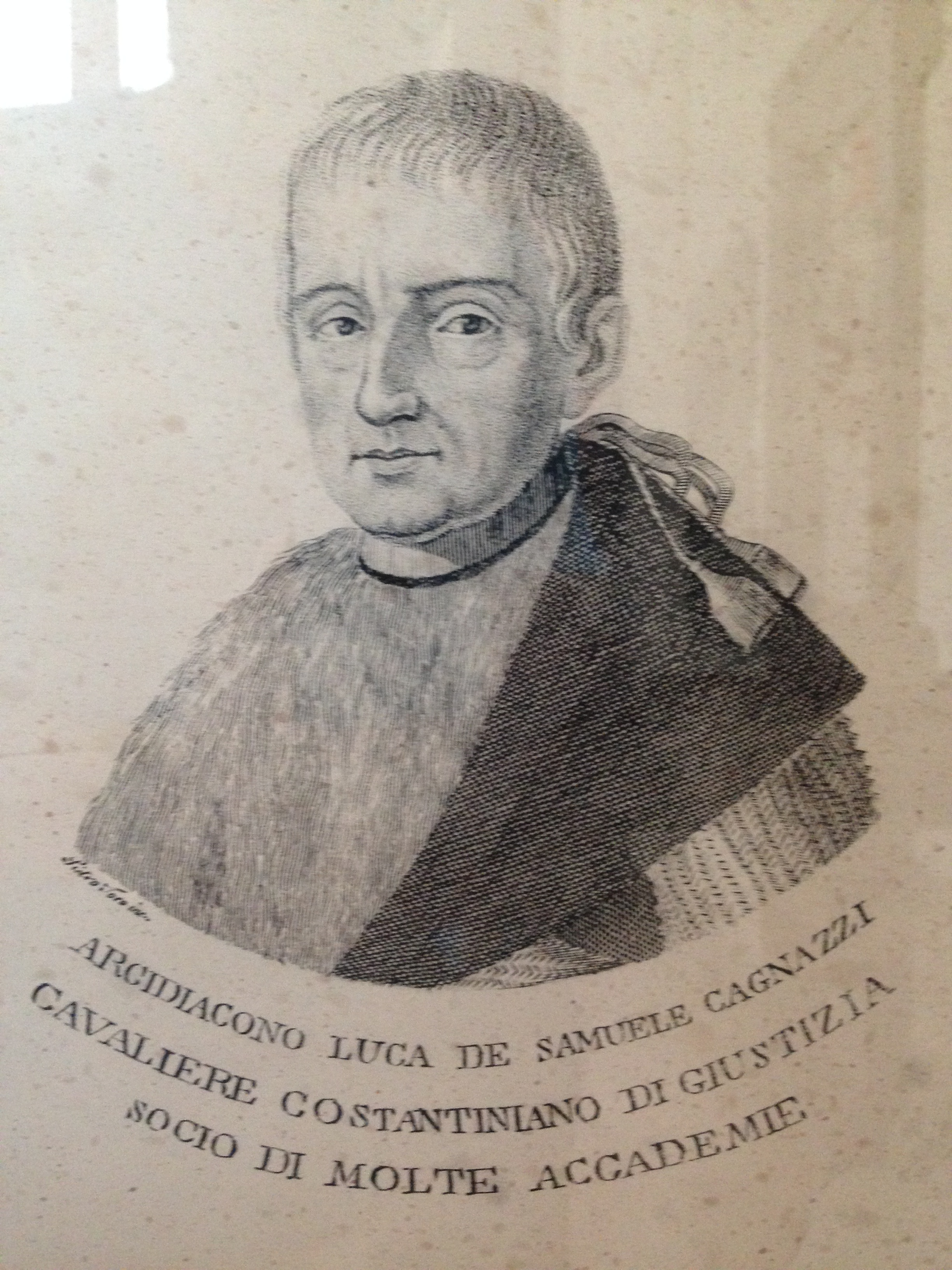
Luca de Samuele Cagnazzi

Luca de Samuele Cagnazzi (* 28. Oktober 1764 in Altamura, Provinz Bari; † 26. September 1852 in Neapel, Provinz Neapel) war ein italienischer Erzdiakon, Wissenschaftler, Mathematiker und politischer Ökonom. Er schrieb außerdem ein Buch über Pädagogik und erfand den Tonographen.

## Leben
Geboren in Altamura, im heutigen Apulien, lehrte er Mathematik und Physik an der Universität Altamura. Im Jahr 1799 zog er zunächst nach Florenz, wo er als Lehrer arbeitete, und folgte dann einem Ruf an die Universität Neapel Federico II, wo er Professor für Statistik und Ökonomie und Mitglied der Regal Società d’Incoraggiamento alle Scienze Naturali wurde. Er wurde später Leiter des Amtes für Statistik und Handel des Königreichs Neapel unter der Herrschaft von Joachim Murat und behielt diese Stelle bis 1821. Cagnazzi war regelmäßiger Mitarbeiter der italienischen Zeitschrift Il progresso delle scienze, delle lettere e delle arti, bei der er kurze Zeit auch Redakteur war.
Im Jahr 1848 wurde er im Alter von 84 Jahren zum Mitglied des neuen Parlaments des Königreichs beider Sizilien gewählt; wegen der Unruhen vom 15. Mai 1848 landete er deshalb in Neapel vor Gericht. Cagnazzi starb 1852 im Alter von 88 Jahren nach einer Gerichtsverhandlung.